# Carl-Fredrik Ahlberg

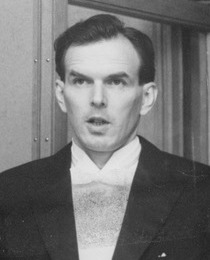
Carl-Fredrik Ahlberg i samband med professorsinstallationen 1960.

Carl-Fredrik Julius Ahlberg, född 28 september 1911 i Lerum, Älvsborgs län, död 20 januari 1996 i Västerleds församling, Stockholm, var en svensk arkitekt.
Ahlberg, som var son till riksbanksdirektör Julius Ahlberg och Elisabeth Pegelow, utexaminerades från Kungliga Tekniska högskolan (KTH) 1933. Han var anställd vid Byggnadsstyrelsen 1934, vid stadsplanekontoret i Göteborgs stad 1934–1945 och stadsarkitekt i Kungsbacka stad 1939–1945. Han återvände han till Stockholm 1945 för en anställning vid Stockholms stads stadsplanekontor. Han var ledamot av redaktionskommittén för tidskriften PLAN från dess grundande 1947–1950. Han var chef för stadsplanekontoret 1947–1952 och ledamot av Nedre Norrmalmsdelegationen från 1951, och chef för regionplanekontoret 1952–1976. Ahlberg var professor i stadsbyggnad vid Kungliga Tekniska högskolan 1960–1969. Han var medarbetare i den Bostadssociala utredningen. År 1962 anlitades han av Kiruna stad för att utarbeta riktlinjer för stadsplan för Svappavaara. Carl-Fredrik Ahlberg är gravsatt i minneslunden på Råcksta begravningsplats.